# Макдональд, Джон Данн
Джон Данн Макдональд (англ. John D. MacDonald (John Dann MacDonald), 24 июля 1916 — 28 декабря, 1986) — американский писатель, переводчик. Писать начал в середине 1940-х годов, главным образом научно-фантастические и детективные литературные произведения. Его наиболее известные работы включают в себя популярную среди рядовых читателей и одобренную критиками серию про Трэвиса Макги и роман «Палачи», по которому был снят фильм «Мыс страха». В 1962 году Макдональд был назначен главой Ассоциации мистических писателей Америки, а в 1980 году получил Американскую книжную премию. Стивен Кинг с восторгом отзывался о Макдональде, называя его «завораживающим рассказчиком».

## Ранние годы жизни
Родился в Шэроне, Пенсильвания, где его отец работал на компанию Savage Arms. Семья переехала в Ютику, Нью-Йорк, в 1926 году, где его отец был теперь казначеем филиала Savage Arms Corporation. В 1934 году молодой Джон был отправлен в Европу на несколько недель, и это вызвало у него интерес к путешествиям и искусству фотографии. Макдональд поступил в Уортонскую школу бизнеса, но был исключён второкурсником за плохую учёбу. Был чернорабочим в Нью-Йорке в течение короткого времени, а затем был принят в университет Сиракуз. Там он встретил Дороти Прентисс, на которой женился в 1937 году. Окончил университет в следующем году. В 1939 году окончил Гарвардскую школу бизнеса. Макдональд позже использовал своё образование в области бизнеса и экономики во множестве своих романов при разработке финансовых афер. В 1940 году Макдональд был принят как старший лейтенант в армейский корпус боеприпасов. Позднее он служил в Центре стратегических исследований (в будущем ЦРУ) в театре военных действий Китай—Мьянма—Индия во время Второй мировой войны. Закончил службу в сентябре 1945 года подполковником.

## Писательская карьера

### Начало карьеры
Литературная карьера Макдональда началась случайно, в 1945 году, во время военной службы, когда он написал рассказ и отправил его домой к жене. Писательство отнимало у него огромные усилия, поскольку всё написанное должно было быть проверено военными цензорами. Жена вначале отправила рассказ в журнал Esquire, где он был отклонён, а затем в журнал Story. Рассказ был принят с выплатой гонорара в $25,00. Однако Макдональд узнал об этом только после того, как вернулся домой. После увольнения со службы он провёл следующие четыре месяца за написанием коротких рассказов общим объёмом около 800 тыс. слов, работая 14 часов в день, семь дней в неделю. Эта работа приносила ему только отказы сотни раз, но на пятый месяц ему удалось получить $40, продав свои труды журналу Dime Detective.

### Триллеры
В то время, когда в Соединённых Штатах начался бум романов в мягкой обложке, Макдональд успешно перешёл к написанию фантастических романов, и его первый роман «Медный кекс» («The Brass Cupcake») был опубликован в 1950 году, издательство Gold Medal Books.
Научно-фантастические произведения Макдональда включают рассказ «Cosmetics» (1948) и три романа «Вино грёз» (1951), «Бал в небесах» (1952), и «Девушка, золотые часы и всё остальное» (1962), которые были собраны в антологии Time and Tomorrow (1980).
В 1953—1964 годах Макдональд специализировался на криминальных триллерах, многие из которых в настоящее время считаются шедеврами «крутого» жанра. Большинство из этих романов были сперва опубликованы в мягкой обложке, хотя некоторые были позже переизданы в твёрдом переплёте. Такие романы, как «Палачи» (1957) (по мотивам два раза был снят фильм «Мыс страха», в 1962 и 1991 годах) и «One Monday We Killed them All» (1962) повлияли на убийц-психопатов. Один из его романов, «A Flash of Green», повествует о губительном влиянии строительного бума на окружающую среду.

### Трэвис Макги
Герои романов Макдональда — часто умные и обращённые в себя мужчины, иногда немного циничные. Трэвис Макги, «специалист по спасению», «рыцарь в ржавых доспехах», — один из них. Он впервые появился в романе 1964 года «Расставание в голубом» («The Deep Blue Good-by») и в последний раз в романе «Одинокий серебряный дождь» («The Lonely Silver Rain») в 1985 году. Названия всех книг в серии из 21 тома включают название цвета (Deep Blue, Silver, Purple и т. д.) — специальная уловка издателя, чтобы сделать романы про Тревиса Макги узнаваемыми на полке в магазине.

## Смерть
Макдональд скончался в возрасте 70 лет 28 декабря 1986 года, в Госпитале Св. Марии в Милуоки (штат Висконсин) в результате осложнений, вызванных предыдущей операцией на сердце.

## Телеадаптации

### Триллеры и научная фантастика
Роман «Soft Touch» стал основой для фильма 1961 года «Человек-ловушка».
По роману «Палачи» (1957) был снят в 1962 году фильм «Мыс страха», в главных ролях Грегори Пек и Роберт Митчем. Мартин Скорсезе в 1991 году снял одноимённый ремейк.
Роман «Cry Hard, Cry Fast» был адаптирован в эпизоде сериала Run For Your Life в ноябре 1967 года.
Новелла «Линда» была экранизирована два раза, в 1973 (со Стеллой Стивенс в главной роли) и в 1993 (с Вирджинией Мэдсен).
Фантастический роман «Девушка, золотые часы и всё остальное» был экранизирован в 1980 году, а в 1981 появился сиквел «Девушка, золотые часы и динамит».
В 1980 году появился телевизионный фильм «Condominium» на основе романа Макдональда, в главных ролях — Дэн Хаггерти и Барбара Иден.
В 1984 году снят фильм «A Flash of Green» с Эдом Харрисом.

### Трэвис Макги
Трэвис Макги появился на большом экране в 1970 году в фильме «Темнее янтаря», с Родом Тейлором в главной роли. Фильм получил благоприятные отзывы от Роджера Эберта и других критиков, в отличие от последующих серий. В 1983 году увидел свет фильм «Travis McGee: The Empty Copper Sea», в главной роли — Сэм Эллиотт.

## Влияние
Большинство современных флоридских писателей мистических романов признают влияние Макдональда: Рэнди Уэйн Уайт, Джеймс Холл, Лес Стандифорд, Джонатан Кинг, Тим Дорси, — и это только некоторые из них. На Тревиса Макги очень похож герой Лоренса Блока Мэтью Скаддер.
Стивен Кинг заявил в книге «Лица страха» («Faces of Fear»): «Джон Д. Макдональд написал роман под названием „Конец ночи“, который, я бы сказал, является одним из величайших американских романов XX века. Он стоит в одном ряду со „Смертью коммивояжёра“ и „Американской трагедией“».
Писатель-фантаст Spider Robinson ясно дал понять, что он также является одним из поклонников творчества Макдональда.
Популярный мистический писатель Дин Кунц также признался в интервью Bookreporter.com, что Макдональд — «[его] любимый писатель всех времён … Я читал всё, что он написал четыре или пять раз».

### Романы про Трэвиса Макги
Переведённые на русский язык:
- (1964) Расставание в голубом[англ.]
- (1964) Смерть в пурпурном краю[англ.]
- (1964) Шустрая рыжая лисица[англ.]
- (1965) Смертельный блеск золота[англ.]
- (1965) Оранжевый для савана[англ.]
- (1966) Темнее, чем янтарь[англ.]
- (1968) Бледно-серая шкура виновного[англ.]
- (1968) Месть в коричневой бумаге[англ.]
- (1969) Я буду одевать её в индиго[англ.]
- (1973) Бирюзовая тризна[англ.]

### Научная фантастика
- (1951) Вино грёз
- (1952) Бал в небесах
- (1962) Девушка, золотые часы и всё остальное

## Список литературы
- Merrill, Hugh (2000). The Red Hot Typewriter: The Life and Times of John D. MacDonald. New York: Thomas Dunne Books/St. Martin’s Minotaur. ISBN 978-0-312-20905-6.